# Rana coreana
La rana coreana (Rana coreana) es una especie de anfibio anuro de la familia Ranidae.
Esta especie es endémica de la península de Corea. Vive hasta los 700 metros de altitud en Corea del Norte y Corea del Sur.